# أفيري أتكينز
أفيري أتكينز (بالإنجليزية: Avery Atkins)‏ هو لاعب كرة قدم أمريكية أمريكي، ولد في 29 مايو 1987 في دايتونا بيتش في الولايات المتحدة، وتوفي في 5 يوليو 2007 في بورت أورنج في الولايات المتحدة.